# Literatura marginal
Se entiende por literatura marginal la producción literaria que circula fuera de los circuitos tradicionales de las editoriales comerciales. Es la producción literaria no incluida dentro del canon literario, (o que, en muchos casos, son deliberadamente excluidas) pasan a formar parte de lo que se denomina “literatura marginal”, por estar precisamente al margen o fuera de las pautas aceptadas en una determinada época.

Los escritores marginales crean su literatura a espaldas del mundo comercial, están conscientes de lo que hacen, a ellos mismos les gusta, ellos mismos se cagan de risa de las cosas que escriben, si otros más se cagan de risa de lo que han escrito, estos escritores están felices, doblemente felices, porque no escriben por imposición de una casa editorial, que les diga que una novela debe tener más de 300 ó 500 páginas, para que sea considerada como una obra importante.
Entrevista con el escritor Víctor Montoya - La literatura, márgenes sociales y procesos de cambio en Bolivia

## Exponentes de la literatura marginal

### En Bolivia
- Algunos de los grandes autores de hoy, como Saenz, Arturo Borda y Víctor Hugo Viscarra, han sido escritores marginales, escritores que no tuvieron gran auge en su debido momento. Se sabe que Jaime Saenz publicaba poquísimos ejemplares de sus poemarios, solo para distribuirlos entre amigos, pero además no había editoriales interesadas en su obra, no había muchas editoriales en Bolivia, y si alguien quería publicar sus libros, tenía que pagar con el dinero de su propio bolsillo.[1]

### En Brasil
- Ferréz, nombre artístico de Reginaldo Ferreira da Silva (São Paulo, 1975) es un escritor, contista y poeta. Ligado a la corriente considerada literatura marginal por ser desarrollada en la periferia de las grandes ciudades y tratar temas relacionados con este universo.[2]

### En Uruguay
- El humor ha tenido, en el Uruguay, una presencia importante en la prensa escrita, ya desde el siglo XIX, desempeñando, principalmente en los períodos donde la censura arreciaba, un importante valor de testimonio. El humorismo ha tenido en el Uruguay una existencia no oficial tras el umbral de la "gran" literatura, y ha sido considerado por el canon tradicional una forma menor o una modalidad literaria marginal que solo puede ser entendida en el flujo de la cultura popular, del cual han participado autores famosos, como Julio César Castro, Mario Levrero, Mauricio Rosencof, Leo Maslíah, Mario Benedetti, frecuentemente firmamdo con pseudónimos.[3]